# Epanusia beenleighi
Epanusia beenleighi är en stekelart som beskrevs av Girault 1923. Epanusia beenleighi ingår i släktet Epanusia och familjen sköldlussteklar. Inga underarter finns listade i Catalogue of Life.